# 獅子山漢楚王墓

獅子山漢墓

獅子山漢楚王墓（ししざんかんそおうぼ）は、中国の江蘇省徐州市雲竜区に位置する前漢の墓である。

## 概要

兵馬俑坑

1994年12月から1995年3月にかけて発掘がおこなわれた。墓の被葬者は前漢の第3代の楚王劉戊であると考えられている。
墓の規模は南北に117メートル、東西に17.2メートル、総面積は851平方メートルにおよぶ。出土遺物は金器、銀器、青銅器、鉄器、玉器、漆器、土器、骨器など1500点以上。とくに銅銭の数量は176000枚に達した。「楚侯之印」「楚中侯印」「楚司馬印」「楚営司馬」「楚中司空」「楚都尉印」「楚太僕印」といった楚国の官印や、「共之右尉」「僮令之印」「文陽丞印」「蘭陵之印」「北平邑印」「海邑左尉」といった地方官の印、「下邳丞印」「彭城丞印」「蕭令之印」などの封泥も見られた。
墓の東500メートルのところからは兵馬俑坑が発見されている。ほかに、地下宮殿の墓道わき、ならびに耳室内で殉死者の陪葬墓が発見されている。